# Buffalo City (Verenigde Staten)
Buffalo City is een plaats (city) in de Amerikaanse staat Wisconsin, en valt bestuurlijk gezien onder Buffalo County.

## Demografie
Bij de volkstelling in 2000 werd het aantal inwoners vastgesteld op 1040.
In 2006 is het aantal inwoners door het United States Census Bureau geschat op 1033, een daling van 7 (-0,7%).

## Geografie
Volgens het United States Census Bureau beslaat de plaats een oppervlakte van
15,6 km², waarvan 5,5 km² land en 10,1 km² water.

## Plaatsen in de nabije omgeving
De onderstaande figuur toont nabijgelegen plaatsen in een straal van 16 km rond Buffalo City.